# Crestonie

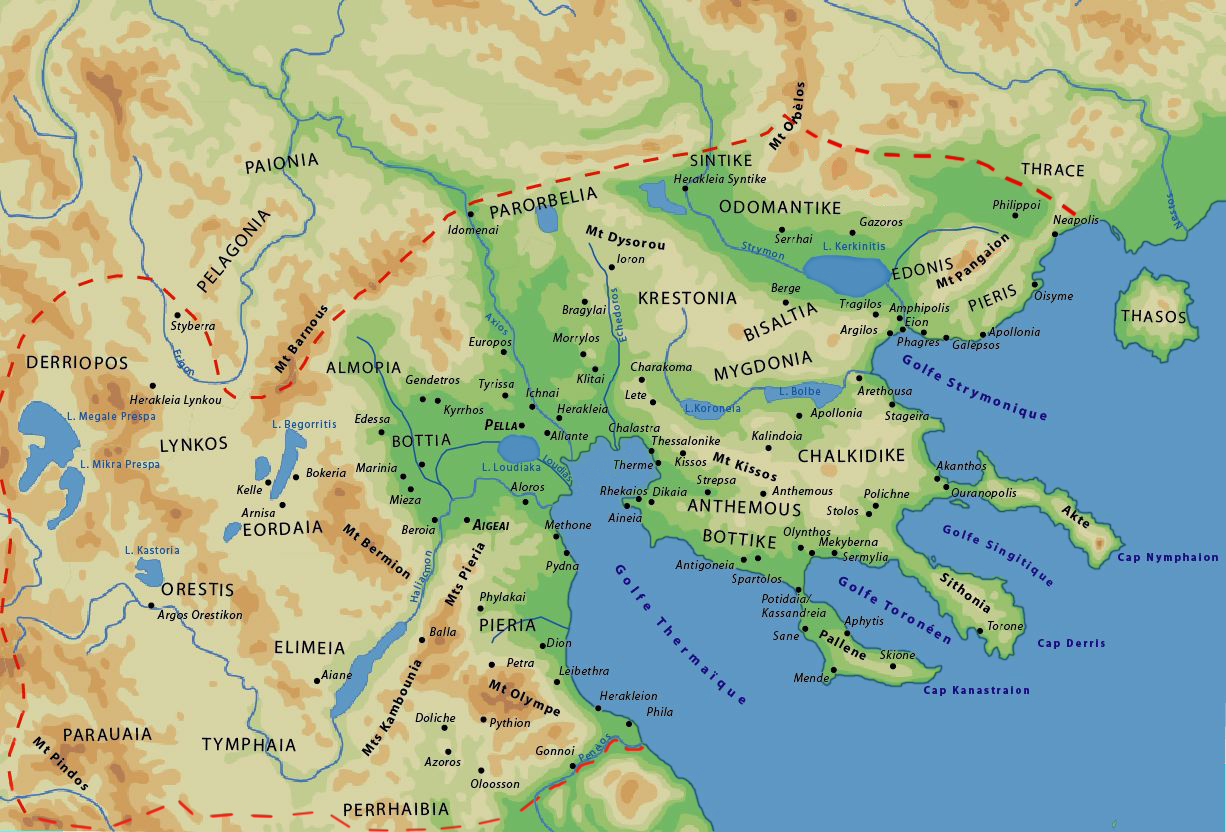
Le royaume de Macédoine avec la Crestonie située dans les districts du centre-est du royaume.

La Crestonie ou Crestonice (Κρηστωνία / Kréstônia) est une ancienne région de Macédoine immédiatement au nord de la Mygdonie. La rivière Echeidorus, qui coule à travers la Mygdonie vers le golfe Thermaïque, a sa source en Crestonie. Cette région est en partie occupée par les descendants des Pélasges, qui parlent une langue différente de celle de leurs voisins (Thraces et Péoniens), puis plus tard des Grecs.

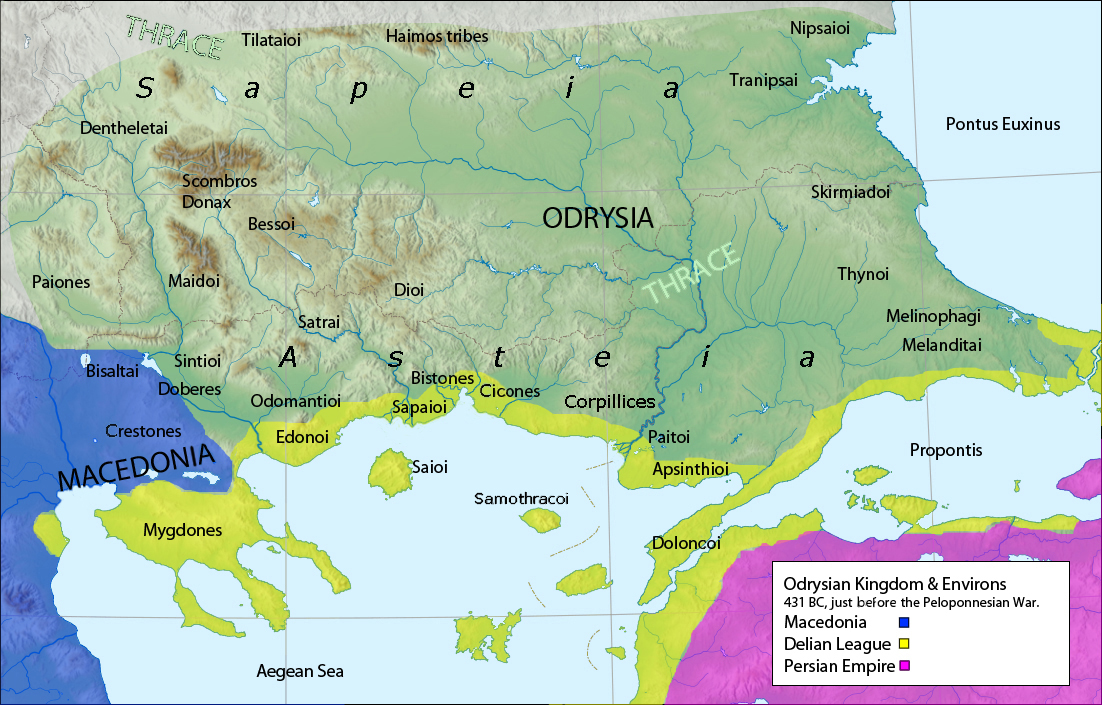
Localisation approximative des Crestoniens.

La région, avec la Mygdonie, a été détenue par les Péoniens pendant un certain temps, puis plus tard par les Thraces. Au moment de l'invasion perse, la Crestonie est gouvernée par un prince thrace indépendant (Hérodote, VIII, 116). Au début de la guerre du Péloponnèse, la Crestonie a été annexée au royaume de Macédoine.
Parmi les cités de Crestonie on trouve Creston (Crestone), Gallicum (nom romanisé), Morrylos, ainsi que Klitai, Bragylai et Ioron.
Aujourd'hui, l'ancienne Crestonie fait partie des unités régionales de Kilkis et de Thessalonique (partie nord) en Grèce.